# 프리츠 하이더
프리츠 하이더(Fritz Heider, 1896년 2월 19일 ~ 1988년 1월 2일)는 게슈탈트 심리학 학파와 관련된 작업을 했던 오스트리아의 심리학자였다. 1958년에 그는 자신의 균형 이론과 귀인 이론을 확장한 '대인관계의 심리학'을 출판했다. 이 책은 인간의 사회적 지각에 영향을 미치는 개념적 틀과 심리적 과정에 대한 광범위한 분석을 제시한다(Malle, 2008). 이 책을 완성하는 데 15년이 걸렸으며, 완성되기 전에도 이미 소수의 사회 심리학자들에게 유통되었다.

## 생애
하이더는 1896년 2월 19일 빈에서 태어났지만, 그라츠에서 자랐다. 어린 시절 하이더는 심각한 눈 부상을 입었고, 이로 인해 청소년기에 상당히 진지하고 수줍은 성격이 되었다. 부상 때문에 하이더는 제1차 세계대전 징집을 피했다.
아버지의 격려로 하이더는 그라츠 대학교에서 건축학을 공부하기 위해 입학했다. 건축학 공부에 지친 후, 하이더는 그라츠에서 법학도 공부하려 했지만 결국 두 과목 모두에 지쳐버렸다. 그는 배우는 것 자체를 정말 좋아했기 때문에 아버지와 합의하여 4년 동안 대학교에서 청강을 계속했다. 점차적으로 그는 심리학과 철학에 더 많은 관심을 가지게 되었다. 24세에 그는 지각 (심리학)의 심리학에 대한 그의 '사물과 매체' 연구를 포함하여 지각의 인과 구조에 대한 혁신적인 연구로 그라츠 대학교에서 박사 학위를 받았다. 그 후, 그는 베를린으로 여행하여 심리학 연구소에서 강의를 들었다. 거기서 하이더는 볼프강 쾰러, 막스 베르트하이머, 쿠르트 레빈의 게슈탈트 심리학에 초점을 맞추었다.
1927년에 그는 함부르크 대학교의 한 자리를 수락했는데, 그 교수진에는 심리학자 윌리엄 스턴과 과학에서 이론의 역할에 대한 그의 사상이 쿠르트 레빈에게 중요한 영향을 미쳤던 철학자 에른스트 카시러가 포함되어 있었다.
1930년에 하이더는 스미스 칼리지와도 관련이 있는 노샘프턴 (매사추세츠)의 클라크 농아학교에서 연구를 수행할 기회를 제안받았다. 게슈탈트 심리학 학파의 창시자 중 한 명인 쿠르트 코프카가 스미스 칼리지에 자리를 잡고 있었기 때문에 이 전망은 그에게 특히 매력적이었다(Heider, 1983).
그는 노샘프턴에서 아내 그레이스(그레이스 무어)를 만났다. 그레이스는 하이더가 미국에서 만난 첫 사람들 중 한 명이었다. 코프카의 조교로서 그녀는 하이더가 노샘프턴에서 아파트를 찾는 것을 돕고 그를 주변 환경에 소개해주었다(Heider, 1983). 그들은 1930년에 결혼했고, 결혼 생활은 50년 이상 지속되었다. 부부는 칼, 존, 스테판 세 아들을 두었다. 그의 아들 칼 G. 하이더는 시각 인류학과 민족지 영화에 중요한 기여를 했고, 아들 존은 인기 있는 '리더십의 도'를 썼다.
1948년에 하이더는 사회 심리학자 로저 바커에 의해 캔자스 대학교로 영입되었다(Heider, 1983). 그는 여생을 캔자스에서 보냈다. 1983년에 하이더는 그의 자서전 '심리학자의 삶: 자서전'에서 개인적인 삶, 직업 발전 및 업적을 기록했다. 그는 1988년 1월 2일 91세의 나이로 로렌스 (캔자스주)에 있는 자택에서 사망했다. 그의 지적 유산은 여전히 살아있다. 57년간의 아내 그레이스는 1995년에 사망했다. 그의 아들 존은 2010년에 사망했다.

## 업적
하이더는 1944년에 사회적 지각과 인과적 귀인의 개념을 개척한 두 개의 중요한 논문을 발표했다. '사회적 지각과 현상적 인과관계'와 공동 저자인 마리안느 심멜과 함께 쓴 '명백한 행동에 대한 실험 연구'이다. 하이더는 그 후 14년 동안 거의 다른 논문을 발표하지 않았다.
1958년 캔자스 대학교에서 하이더는 그의 가장 유명한 저작을 출판했는데, 이는 사회 심리학 분야에 대한 그의 가장 중요한 기여로 남아 있다. '대인관계의 심리학'은 재활 심리학의 창시자인 베아트리체 라이트와 공동으로 작성되었지만 그녀의 이름은 기재되지 않았다. 라이트가 협력할 수 있었던 것은 캔자스 대학교의 친인척 금지 규정으로 인해 그녀가 대학에서 직책을 맡을 수 없었기 때문이었고(그녀의 남편 에릭 라이트는 교수였다), 포드재단이 하이더에게 프로젝트를 완료하는 데 필요한 자금과 지원을 제공했기 때문이다. (라이트는 서문에만 이름이 언급되었고, 이후 캔자스 대학교의 심리학 종신 교수가 되었다.) 그의 책에서 하이더는 인간의 사회적 지각을 뒷받침하는 개념적 틀과 심리적 과정에 대한 광범위한 분석을 제시했다.
'대인관계의 심리학'은 귀인 이론을 개척했다. 사회 심리학의 거물인 하이더는 학생이 많지 않았지만, 그의 사회적 지각에 대한 책은 많은 독자를 가졌고, 26,000회 이상 인용되면서 21세기에도 그 영향력을 이어가고 있다. 하이더는 1944년 그의 두 논문에 해당하는 두 가지 이론, 즉 귀인 이론과 인지 균형을 소개했다. '대인관계의 심리학'은 순진하거나 상식적인 심리학에 대한 정교한 접근법을 설명한다.
'대인관계의 심리학'에서 하이더는 사회적 지각이 물리적 대상 지각과 동일한 규칙을 많이 따른다고 주장했으며, 대상 지각에서 발견되는 조직화가 사회적 지각에서도 발견된다고 주장했다. 대상 지각의 편향이 때때로 오류(예: 착시)를 초래하기 때문에, 사회적 지각의 편향도 마찬가지로 오류(예: 사회적 요인의 역할을 과소평가하고 성격과 태도가 행동에 미치는 영향을 과대평가)를 초래할 것으로 예상할 수 있다.
하이더는 또한 지각 조직이 심리적 균형의 규칙을 따른다고 주장했다. 완전히 설명하기는 지루하지만, 이 아이디어는 긍정적이고 부정적인 감정이 모호함을 최소화하고 사람에 대한 단순하고 직접적인 효과적인 표현을 극대화하는 방식으로 표현되어야 한다는 것이다. 그는 "사람을 긍정적이고 부정적인 특성을 가진 것으로 이해하는 것은 더 정교한 시각을 필요로 한다; 그것은 사람의 표현을 가치가 다른 하위 부분으로 분화시키는 것을 요구한다(1958, p. 182)"고 썼다.
그러나 '대인관계의 심리학'에서 가장 영향력 있는 아이디어는 사람들이 행동의 원인을 어떻게 보고 그에 대해 어떤 설명을 하는가, 즉 하이더가 "귀인"이라고 부른 개념이다.
귀인 이론 (더 크고 복잡한 하이더의 사회적 지각 설명의 한 부분으로서)은 사람들이 다른 사람과 자신의 행동을 어떻게 설명하는지(귀인하는지)를 기술한다. 행동은 성향(예: 성격 특성, 동기, 태도)에 귀인되거나, 상황(예: 외부 압력, 사회적 규범, 또래 압력, 환경의 우연, 신의 행위, 무작위적 우연 등)에 귀인될 수 있다. 하이더는 사람들이 내적인, 성향적인 원인을 외적인 원인보다 과대평가하는 경향이 있다고 처음 주장했는데, 이는 나중에 기본적 귀인 오류(Ross, 1977) 또는 일치 편향(Fiske & Taylor, 1991; Jones, 1979, 1990)으로 알려지게 되었다.
그는 다른 논문을 거의 발표하지 않았지만, 심리학에 대한 자신의 생각을 담은 방대한 노트를 보관했다. 이 노트들은 후에 하이더의 전 학생이자 출판을 위해 노트를 정리하는 데 하이더와 함께 작업했던 마리아나 베네쉬-와이너에 의해 6권으로 편집되었다.(Heider & Benesh-Weiner, 1987a, 1987b, 1988, 1989a, 1989b, 1990).

## 인지-정서 연관성
프리츠 하이더의 노트에는 감정에 대한 구체적인 이론이 없지만, 그의 노트에는 인지-정서 연결과 모든 정서적 상태 경험의 근간을 이루는 근본적인 논리에 대한 그의 믿음의 증거가 포함되어 있다. 하이더는 또한 감정이 일부 사람들의 인지 상태에 영향을 미치거나 변화시킬 수 있다고 지적한다. 하이더는 또한 정서적 상태와 이러한 상태를 특징짓는 주요 속성에 대한 많은 정의를 제시했다. 하이더가 특별히 관심을 가졌던 감정은 분노와 복수, 슬픔과 연민, 감사, 사랑, 시기심과 질투와 같이 대인관계적인 것으로 간주되는 것들이다. 하이더는 주로 자신의 근본적인 논리가 다른 것에 의해 모순되는 것처럼 보이는 경우, 특정 상황에 대한 훨씬 더 완전한 분석이 이루어져야 한다고 주장했다.
분노와 관련하여, 하이더의 노트는 침해된 "해야 할 것(ought)"이 분노를 유발하는 중요한 요소가 되는 경우를 고려하며, 그 요소가 충족되었을 때 발생하는 감정적 반응에 대한 관찰을 따른다. 그는 누군가가 "해야 한다고" 아는 것을 하도록 사회적 압력을 느낄 때 분노와 짜증이 어떻게 역설을 만들어내는지 지적한다. 하이더는 이것을 역설로 간주하는데, 그의 일반적인 균형 이론 내에서 합의 하에 작용하는 두 힘은 균형 잡힌 구조를 형성해야 하고, 균형 잡힌 구조는 부정적인 효과보다는 긍정적인 효과를 내야 하기 때문이다. 힘 1은 사회적 압력이고 힘 2는 "해야 할 것"이라는 힘으로, 둘 다 같은 방향으로 작용한다. 두 힘의 방향은 조화를 이루어야 하지만, 결과적으로 그들은 반대를 만들어낸다. 하이더는 특히 침해된 "해야 할 것"에 대한 침해감이 분노 상태를 특징짓는 인지적 선행 요인이라고 언급했다. 그러나 그는 또한 인지가 항상 분노를 유발하는 데 필요한 조건은 아닌 것 같다고 언급했다.
감사와 관련하여 하이더는 또한 필요한 선행 요인들을 지적한다. 그는 감사는 도움을 받는 것뿐만 아니라 받은 도움의 의도에 대한 인식과 인과적 귀인을 수정하고 영향을 미칠 수 있는 긍정적인 의도의 인지된 이유에 달려 있다고 말한다. 하이더는 균형 상태를 유지하려는 필요가 감사뿐만 아니라 다른 감정의 경험에도 영향을 미칠 수 있다고 언급한다. 그의 노트에서 그는 누군가가 싫어하는 사람에게서 선물을 받기를 주저하는 이유를 제기하고 나중에 어떻게 개인이 감사와 섞이는 것보다 그 개인에 대한 미움을 유지하기를 더 선호하는지 설명한다.
위에 언급된 작업 외에도 하이더는 지각의 단순화를 초래한 일반적이고 광범위한 영향을 미치는 인지적 스키마가 어떻게 존재하는지 설명한다. 그의 노트에서 하이더는 사람들이 미래의 평등화를 믿는 경향이 있다고 설명한다. "일정한 합계"라는 생각을 가진 개인은 삶의 경험에 대한 왜곡된 시각을 가지고 있다. 하이더는 이러한 왜곡된 일반적인 인지적 스키마가 삶의 경험의 단순화를 초래한다고 주장했다. 감정에 대한 그의 마지막 노트에서 하이더는 사고와 정서 사이의 양방향 영향을 인정하며, 감정이 인지를 변화시키지만 감정이 또한 욕구를 유발할 가능성도 있다고 말한다.

## 영향
그의 업적에 대한 많은 평가가 있었다. 다른 것들은 1989년에 출판된 마일스 휴스턴의 작품을 포함한다. 그리고 2007년 일반 심리학 리뷰에 게재된 평가도 있다.

## 수상
그는 미국 심리학회(APA) 공로상, 미국 심리학 재단이 수여하는 심리학 과학 학술 공로 금메달, 미국 예술 과학 아카데미 회원 선출 등 많은 영예를 안았다.

## 주요 저서
- Heider, F (1944). 《Social perception and phenomenal causality》. 《Psychological Review》 51. 358–374쪽. doi:10.1037/h0055425.
- Heider, F; Simmel, M (1944). 《An experimental study of apparent behavior》. 《American Journal of Psychology》 57. 243–259쪽. doi:10.2307/1416950. JSTOR 1416950.
- Heider, F. (1958). The psychology of interpersonal relations. New York: John Wiley & Sons.
- Heider, F. (1983). The life of a psychologist: An autobiography. Lawrence, KS: University of Kansas Press.
- Heider, F., and M. Benesh-Weiner. (1987-1990). Fritz Heider: The Notebooks: Volumes 1-6. Springer. ISBN 978-0387912998

## 같이 보기
- 귀인 이론
- 균형 이론